# Nghĩa Lợi, Nghĩa Hưng
Nghĩa Lợi là xã thuộc huyện Nghĩa Hưng, tỉnh Nam Định, Việt Nam. Đây là điểm cuối cùng của tỉnh lộ 490.

## Địa giới hành chính
Xã Nghĩa Lợi nằm ở phía nam huyện Nghĩa Hưng.
- Phía bắc giáp các xã Nghĩa Thành, Nghĩa Tân và Phúc Thắng, huyện Nghĩa Hưng.
- Phía đông giáp xã Phúc Thắng, huyện Nghĩa Hưng.
- Phía nam giáp xã Phúc Thắng và thị trấn Rạng Đông, huyện Nghĩa Hưng.
- Phía tây giáp các xã Nghĩa Lâm và Nghĩa Thành, huyện Nghĩa Hưng.

Xã Nghĩa Lợi được thành lập từ những năm 30 của Thế kỷ 20, là kết quả của quá trình chuyển cư từ những huyện khác của tỉnh Nam Định (Ý Yên, Hải Hậu, Xuân Trường, Nam Trực,...). Do vậy, các cộng đồng dân cư này hầu hết đều mang theo những phong tục, tên làng của những miền quê cũ.
Xã này cùng 5 xã, thị trấn nằm ở cực nam của huyện Nghĩa Hưng đã được UNESCO đưa vào danh sách các địa danh thuộc khu dự trữ sinh quyển châu thổ sông Hồng.

## Đơn vị hành chính
Xã Nghĩa Lợi có 16 đơn vị trực thuộc: Phương Đê (Đội 1), Nam Dương (Đội 2), Nam Điền (Đội 3), Ngọc Tỉnh (Đội 4), Ngọc Ninh (Đội 5), Bùi Chu (Đôi 6), Kiên Thành (Đội 7), Tràng Sinh (Đội 8), Cầu Cổ (Đội 9), Sỹ Lạc (Đội 10), Đồng Nhân (Đội 11), Vinh Phú (Đội 12), Đồng Trạch (Đội 13), Đồng Nam (Đội 14), Đồng Mỹ (Đội 15), Tân Bình (Đội 16)